# Krijgswezen van Servië

Wapen van de Servische strijdkrachten

Servië heeft op 5 juni 2006 het leger van de confederatie Servië en Montenegro geërfd. Op die dag riep Servië zijn onafhankelijkheid uit, twee dagen nadat Montenegro hetzelfde deed. Aangezien bij de totstandkoming van Servië en Montenegro in 2003 werd afgesproken dat indien een van beide landen zich onafhankelijk zou verklaren, het andere land de federale bezittingen zou krijgen, verklaarde de Servische Nationale Assemblee op 5 juni dat het federale Ministerie van Defensie voortaan onder gezag van de Republiek Servië zou vallen. Voorlopig gebruikt het leger de insignes van Servië en Montenegro, totdat daar verdere besluiten over genomen worden.
Het leger bestaat in ieder geval uit een landmacht en een luchtmacht. Aangezien Servië geen kustlijn heeft is er geen marine. Wel is er een riviervloot, die onder de landmacht valt en haar basis heeft in Novi Sad.